# Theridion clivalum
Theridion clivalum är en spindelart som beskrevs av Zhu 1998. Theridion clivalum ingår i släktet Theridion och familjen klotspindlar. Inga underarter finns listade i Catalogue of Life.